# Athripsodes quartus
Athripsodes quartus är en nattsländeart som först beskrevs av G. Marlier 1943.  Athripsodes quartus ingår i släktet Athripsodes och familjen långhornssländor. Inga underarter finns listade i Catalogue of Life.